# Gerald Madkins
Gerald Madkins jr. (Merced, 18 aprile 1969) è un ex cestista statunitense, professionista nella NBA.

## Palmarès

### Squadra
- Liga catalana: 1

Joventut Badalona: 1998

### Individuale
- CBA Rookie of the Year (1993)
- All-CBA First Team (1998)
- CBA All-Defensive First Team (1993)
- Miglior passatore CBA (1998)